# Valdeluz
Valdeluz ist eine in der spanischen Provinz Guadalajara liegende Planstadt unter Verwaltung der Stadt Yebes.
2018 wohnten drei- bis viertausend Menschen in der für 30.000 Bewohner angelegten Stadt in der kastilischen Hochebene. Der Ausbau der Stadt wurde eingestellt, da die bisher fertiggestellten Wohnungen keine Käufer fanden. Die Stadt wurde um den Bahnhof Guadalajara-Yebes an der 2002 eröffneten Schnellfahrstrecke Madrid–Barcelona herum angelegt, von welchem das Stadtzentrum Madrids in 25 Minuten erreicht werden kann. Er verfügt jedoch nur über wenige Abfahrten am Tag.
2004 wurde mit dem Bau der ersten Häuser begonnen. Zwei Jahre später wurden die ersten Wohnungen an die Besitzer übergeben. 2007 entstand ein Golfplatz mit 18 Löchern.

## Hintergründe
Die Zinsen in Spanien sanken in den 1990er Jahren deutlich. Spanien wollte von Anfang an Mitglied der Eurozone sein (zum 1. Januar 1999 wurde der Euro als Buchgeld eingeführt). Einige wenige Jahre übte der Staat Spanien Haushaltsdisziplin und verringerte seine Nettoneuverschuldung. Dadurch sanken auch die Zinsen für Immobilienkredite (die in Spanien, anders als z. B. in Deutschland, flexibel und z. B. an den Euribor gekoppelt sind).
Vor der Einführung des Euro als Bargeld am 1. Januar 2002 wollten viele Spanier ihre Bestände an unversteuertem Schwarzgeld loswerden. Viele Wohlhabende kauften deshalb – teils mit Bargeld – Immobilien.
Als in Spanien 2007/2008 eine jahrelang gewachsene Immobilienblase platzte, endete die spekulative Nachfrage nach Wohnungen (Käufe vor allem getrieben von der Hoffnung auf Wertsteigerungen) schlagartig. 2008 begann in Spanien eine Wirtschaftskrise; etwas später begann eine fast weltweite Wirtschaftskrise nach der Pleite von Lehman Brothers (USA).
Bald wurden in mehreren Ländern der Eurozone auch eine Staatsschuldenkrise offensichtlich; die Zinsen für neue Staatsanleihen stiegen stark.
Infolge der Wirtschaftskrise ist die Arbeitslosigkeit (auch unter Jugendlichen) stark gestiegen.